# Oklahoma City (U-Boot)
Die USS Oklahoma City (SSN-723) ist ein Atom-U-Boot der United States Navy und gehört der Los-Angeles-Klasse an. Sie ist nach der Stadt Oklahoma City benannt.

## Geschichte
Die Oklahoma City wurde am 4. Januar 1984 bei Newport News Shipbuilding auf Kiel gelegt und am 2. November 1985 vom Stapel gelassen. Die Schiffstaufe erfolgte durch Mrs. Linda M. Nickles. Das Boot wurde am 9. Juli 1988 bei der US Navy in Dienst gestellt, ihr Kommandant war Commander Joseph J. Krol, Jr.
Am 13. November 2002 kollidierte die Oklahoma City in der Straße von Gibraltar mit dem Flüssigerdgas-Tanker Norman Lady. Es gab keine Verletzten und keine Umweltgefährdung, jedoch wurde die Oklahoma City am Periskop sowie am Turm beschädigt. Das U-Boot lief in den Hafen von La Maddalena auf Sardinien ein, wo Reparaturen durchgeführt wurden.
Mitte 2004 verließ die "OKC" Norfolk, um eine Routinepatrouille durchzuführen. Dafür tauchte sie durch den Arktischen Ozean in den Pazifik, erfüllte dort ihre Mission und kehrte am 4. Januar 2005 durch den Panama-Kanal zurück nach Norfolk.
Mitte 2005 wurde das U-Boot als erstes Boot der Flotte für die ausschließliche Verwendung von digitalen Seekarten zertifiziert, einem Teil des Smart Ship Project. Im Mai 2008 verlegte das Boot das zweite Mal unter ausschließlicher Verwendung des Systems. Im Anschluss wurde die Oklahoma City über zwei Jahre lang in der Portsmouth Naval Shipyard überholt.